# Mery

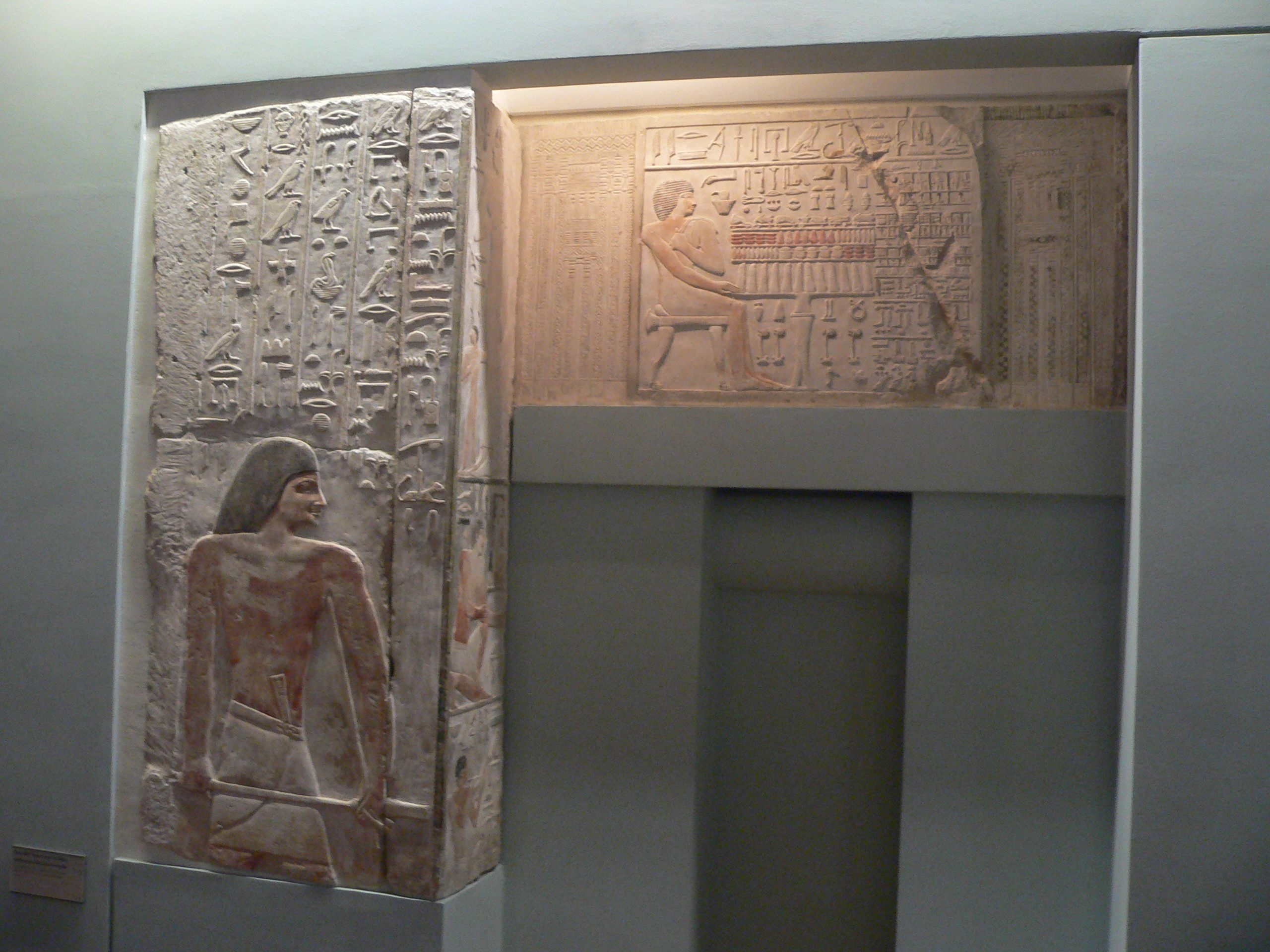
Scheintür des Mery im Louvre

Mery war ein hoher altägyptischer Beamter, der wahrscheinlich in der 4. Dynastie (etwa 2620 bis 2500 v. Chr.) lebte. Mery ist von diversen Blöcken seiner Mastaba bekannt, die sich in verschiedenen Museen befinden. Der Herkunftsort dieser Blöcke ist nicht sicher, wahrscheinlich stammen sie aber aus Sakkara. Auf diesen mit Relief verzierten Blöcken finden sich zahlreiche Titel des Mery. Sein wichtigstes Amt war Schatzhausvorsteher, daneben war er auch unter anderem Vorsteher der Kammer des Königsschmuckes und Priester der Renenutet. Seine Gemahlin scheint die Königsbekannte und Priesterin der Hathor, Niwadjetanch gewesen zu sein, die auch auf diesen Blöcken genannt wird.
Die Datierung von Mery ist unsicher. Anhand stilistischer Überlegungen gehört er wahrscheinlich in die 4. Dynastie.